# Parvoscincus arvindiesmosi
Espèce
Parvoscincus arvindiesmosi est une espèce de sauriens de la famille des Scincidae.

## Répartition
Cette espèce est endémique de Luçon aux Philippines. Elle se rencontre sur les monts Banahao et Labo.

## Description
Parvoscincus arvindiesmosi mesure de 36 à 43 mm.

## Étymologie
Cette espèce est nommée en l'honneur d'Arvin Cantor Diesmos.

## Publication originale
Linkem & Brown, 2013 : Systematic revision of the Parvoscincus decipiens (Boulenger, 1894) complex of Philippine forest skinks (Squamata: Scincidae: Lygosominae) with descriptions of seven new species. Zootaxa, no 3700 (4), p. 501–533.